# Sacubitrilato
O sacubitrilato (INN; ou LBQ657) é a forma ativa da droga anti-hipertensiva sacubitril, sendo capaz de inibir a enzima neprilisina. Essa inibição previne a degradação de ANP e BNP. O pró-farmaco (sacubitril) é utilizado como tratamento para insuficiência cardíaca.